# Republikanski Stadion Vazgen Sargisjan
Republikanski Stadion Vazgen Sargisjan (arm: Վազգեն Սարգսյանի անվան Հանրապետական մարզադաշտ) je višenamjenski stadion u glavnom armenskom gradu, Erevanu. Kapaciteta je 14 968 gledatelja. Na njemu svoje utakmice igraju Ulisses FC i Armenska nogometna reprezentacija. Izgradnja je započela 1937., da bi stadion bio dovršen godinu dana kasnije. Ipak, unatoč završetku 1938., neki su se popravci događali na ovom stadionu i za vrijeme 2. svjetskog rata. 

## Povijest
Nakon izgradnje, stadion je dobio ime Dinamo, koje je nosio sve do proglašenja neovisnosti Armenije, do 1991. Tada je ime promijenjeno u Stadion Hanrapetakan, što u prijevodu znači "Republikanski stadion". Godine 1999. ponovno dolazi do promjene imena. Bivši armenski premijer, Vazgen Sargisjan, te je godine ubijen, te je njemu u spomen ovaj stadion nazvan Vazgen Sargisjan Hanrapetakan Stadion. To je i danas službeno ime ovog stadiona.
Kroz svoju povijest, stadion Hanrapetakan je 2 puta obnavljan: 1999. i 2008. Prvi pokušaj obnove dogodio se 1995., ali je zbog nedostatka financijskih sredstava, ta obnova otkazana. Godine 1999. počinje obnova stadiona, koja je stajala oko 3 milijuna američkih dolara. Obnovu je financijski pomogla, čak i UEFA. Tada je stadion temeljito obnovljen. Druga obnova dogodila se 2008., kada je Pjunik postao armenski prvak, te je zbog potreba odigravanja europskih utakmica, stadion bilo nužno ponovno obnoviti. Tada je stadion moderniziran, i od tada ispunjava sve kriterije UEFA-e.
zagrebački NK Dinamo je 14. srpnja 2009. gostovao na ovom stadionu, utakmicom protiv Pjunika, u drugom pretkolu europske Lige prvaka. Susret je završio rezultatom 0-0.